# Sonnet 7
Lo! in the orient when the gracious light 

Lifts up his burning head, each under eye 

Doth homage to his new-appearing sight, 

Serving with looks his sacred majesty; 

And having climb'd the steep-up heavenly hill,  

Resembling strong youth in his middle age, 

Yet mortal looks adore his beauty still, 

Attending on his golden pilgrimage; 

But when from highmost pitch, with weary car,  

Like feeble age, he reeleth from the day, 

The eyes, 'fore duteous, now converted are 

From his low tract and look another way: 

So thou, thyself out-going in thy noon, 

Unlook'd on diest, unless thou get a son.
— William Shakespeare
Traduction de François-Victor Hugo
Précédent Suivant
Le Sonnet 7 est l'un des 154 sonnets écrits par le dramaturge et poète William Shakespeare.

## Texte original
Texte et typographie originale :
LOe in the Orient when the gracious light,

Lifts vp his burning head,each vnder eye

Doth homage to his new appearing ſight,

Seruing with lookes his ſacred maieſty,

And hauing climb'd the ſteepe vp heauenly hill,

Reſembling ſtrong youth in his middle age,

Yet mortall lookes adore his beauty ſtill,

Attending on his goulden pilgrimage:

But when from high-moſt pich with wery car,

Like feeble age he reeleth from the day,

The eyes(fore dutious )now conuerted are

From his low tract and looke an other way:

   So thou,thy ſelfe out-going in thy noon:

   Vnlok'd on dieſt vnleſſe thou get a ſonne.

## Traduction en prose
Par François-Victor Hugo :
Regarde ! à l’orient, quand le soleil gracieux lève sa tête brûlante, tous les yeux ici-bas rendent hommage à son apparition nouvelle, en saluant du regard sa majesté sacrée ;

Et même, quand il a gravi la hauteur escarpée du ciel, semblable à la forte jeunesse dans sa plénitude, les regards mortels adorent encore sa beauté et l’escortent dans son pèlerinage d’or.

Mais, quand du zénith suprême, sur son char alourdi, il va, comme la vieillesse, chancelant au crépuscule, les yeux jusque-là respectueux se détournent de ce météore déchu et regardent ailleurs.

Toi, de même, quand tu auras dépassé ton midi, tu mourras inaperçu, à moins que tu n’aies un fils.

## Traduction en vers
Par Fernand Henry :
Vois ! lorsque la lumière émerge à l'Orient,

Jeune vierge au front pur par la grâce entourée,

Comme, de toute part, le regard souriant

Salue avec respect sa majesté sacrée !

Elle monte, grandit, superbe, irradiant

Des limpides hauteurs de la voûte azurée.

Et les mortels toujours escortent en priant

Son saint pèlerinage à travers l'empyrée.

Mais lorsque, succombant à sa course d'un jour,

Son char d'or alourdi se ternit et s'efface,

Ces yeux qui, le matin, étaient si pleins d'amour,

Cessent tout aussitôt de contempler sa face.

Quand viendra ton déclin, ainsi tu passeras :

Si tu n'eus pas de fils, dans l'oubli tu mourras !